# شهرستان جکسون (داکوتای جنوبی)
شهرستان جکسون، داکوتای جنوبی (به انگلیسی: Jackson County, South Dakota) یک سکونتگاه مسکونی در ایالات متحده آمریکا است که در داکوتای جنوبی واقع شده‌است.

## خصوصیات
شهرستان جکسون ۴٬۸۴۶ کیلومترمربع مساحت دارد.